# Rob Brydon
Robert Brydon Jones (* 3. května 1965), známý profesionálně jako Rob Brydon, je velšský herec, komik, rozhlasový a televizní moderátor, zpěvák a impresionista. Objevil se v řadě pořadů pro BBC se Stevem Cooganem. Hrál Dr. Paula Hemiltona v australsko-britském komediálním seriálu Supernova.
V devadesátých letech se odstěhoval do Londýna, kde se živil svým hlasem: svůj hlas propůjčil počítačovým hrám, zprávám na BBC 1 a nejrůznějším komerčním reklamám. Jako voiceover později namluvil několik postav v animovaných filmech, např. strážce v TV filmu "Sob Robbie a legenda o ztraceném kmenu" (2002) nebo hada ve filmu The Gruffalo (2009), a jeho hlas se objevil i v komedii Soumrak mrtvých (2004).